# Edoardo Goldaniga
Edoardo Goldaniga (Milán, 2 de noviembre de 1993) es un futbolista italiano que juega de defensa en el Como 1907 de la Serie A.

## Carrera
Goldaniga comenzó su carrera en el AS Pizzighettone que por aquel entonces jugaba en la Serie D. En aquel equipo jugó durante 63 partidos y marcó 1 gol.

### Palermo
Inesperadamente, el US Città di Palermo se fijó en él para su equipo, que jugaba en la Serie A, habiendo así varias categorías de diferencia. Finalmente, el Palermo le fichó. Goldaniga estuvo jugando en las categorías inferiores hasta que se marchó cedido al AC Pisa donde jugó 33 partidos e hizo 2 goles. En la siguiente temporada, la 2014-15 se marchó cedido al Perugia donde jugó 36 partidos y marcó 4 goles, unos números muy buenos para un defensa, por lo que a partir de la siguiente temporada el jugador se quedaría en el Palermo. En la 2015-16 apenas disputó partidos con el club italiano, mientras que en la 2016-17 jugó muchos más partidos, en los que incluso anotó 2 goles. Sin embargo, la nota negativa de esa temporada para él fue el descenso del Palermo a la Serie B.

### Sassuolo
En verano de 2017, tras su gran temporada y el descenso del Palermo, fichó por el US Sassuolo para continuar jugando en la Serie A.

## Selección nacional
Goldaniga ha sido internacional con la selección de fútbol sub-21 de Italia y la selección de fútbol sub-20 de Italia. Con la sub-21 debutó el 4 de junio de 2014 frente a la selección de fútbol sub-21 de Montenegro.

## Clubes
| Club                      | País   | Año       |
| ------------------------- | ------ | --------- |
| A. S. Pizzighettone       | Italia | 2010-2012 |
| U. S. C. Palermo          | Italia | 2012-2017 |
| A. C. Pisa (cedido)       | Italia | 2013-2014 |
| A. C. Perugia Calcio      | Italia | 2014-2015 |
| U. S. Sassuolo Calcio     | Italia | 2017-2022 |
| Frosinone Calcio (cedido) | Italia | 2018-2019 |
| Genoa C. F. C. (cedido)   | Italia | 2019-2021 |
| Cagliari Calcio           | Italia | 2022-2024 |
| Como 1907                 | Italia | 2024-     |